# Daihatsu Midget

Der Daihatsu Midget (englisch für „Zwerg“) ist ein dreirädriger Kleintransporter der Kei-Car-Klasse, den die Daihatsu Motor Co., Ltd. ab 1957 herstellte. Gestiegene Sicherheitsanforderungen und Komfortwünsche beendeten 1972 die lange Produktionszeit des Midget in Japan. Im Programm wurde er durch den Daihatsu Hijet ersetzt. Erst Jahre später griff Daihatsu mit dem Daihatsu Midget II ein ähnliches Konzept auf.

## Midget DK (1957–1959)
Im August 1957 startete die Produktion des Pick-up. Angetrieben von einem luftgekühlten 250-cm³-Einzylinder-Zweitaktottomotor(ZA) mit 10 PS (7,4 kW) konnte eine Höchstgeschwindigkeit von 65 km/h bei einer Nutzlast von 300 kg erreicht werden. Während nur ein Sitzplatz im Fahrerraum möglich war, konnten auf der Ladefläche zwei Personen sitzen. Die Kabinenausstattung war bis zur Frontscheibe abzunehmen.
In Hayao Miyazakis Anime-Film „Mein Nachbar Totoro“ ist der Midget DK zu Beginn des Films als Umzugswagen der Familie Kusakabe zu sehen.

## Midget MP (1959–1972)
Im Oktober 1959 kam der MP4 auf den Markt. Der Midget hatte nun eine geschlossene Kabine mit größerem Vorbau und zwei Frontscheinwerfer. Es gab nun zwei Sitzplätze vorne, während sich gleichzeitig die Ladelänge um 20 cm vergrößert hatte. Neben dem ZA- wurde nun zusätzlich der ZD-Motor angeboten mit einer maximalen Leistung von 12 PS (8,8 kW) bei 305 cm³. Die Nutzlast betrug 350 kg.
1962 erschien der MP5, ein geschlossener Kastenwagen, mit weiteren 10 cm mehr Ladelänge. 1972 wurde die Produktion wegen der gestiegenen Sicherheitsbedürfnisse und Komfortwünsche in Japan eingestellt.
Zumindest einige Fahrzeuge scheinen auch in die USA exportiert worden zu sein. Ab 2002 wurde in Thailand ein dem Midget MP4 ähnliches Fahrzeug von Chinnaraje als Chinnaraje Midjet produziert.

## Midget II (1996–2001)
In den 1990er-Jahren wollte Daihatsu wegen des immer beschränkter werdenden Verkehrsraumes und der gestiegenen Fahrzeuggewichte und -maße ein Nutzfahrzeug produzieren, das wendig war und eine hohe Nutzlast aufwies. Erstmals präsentierte Daihatsu 1993 eine Studie auf der 30. Tokyo Motor Show. Die Resonanz war sehr groß, und man entwickelte die Studie weiter zum Midget und stellte sie 1995 auf der 31. Tokyo Motor Show vor. Bereits damals gab es zahlreiche Vorbestellungen für das neue Modell. Es war etwa um die Hälfte leichter als ein Daihatsu Hijet, hatte einen Wendekreis von nur 7,2 m, und das Ersatzrad war platzsparend am Bug montiert. Vom Hijet wurden zahlreiche Teile übernommen, ebenso der Motor, was die Produktion erleichterte und die Produktionskosten senkte. Alle Maßnahmen zusammen ergaben etwa die Hälfte des Verbrauchs eines vergleichbaren Hijet.
Im Januar 1996 erschien der Typ K100P in sogenannter LKW-Version (Pick Up) mit einem Sitzplatz vorne, Viergang-Schaltgetriebe, Dreizylinder-SOHC-Ottomotor mit 659 cm³ Hubraum, 23 kW (31 PS), 10-Zoll-Rädern, vier Trommelbremsen und Hinterradantrieb.
Der Midget Cargo erschien im Januar 1997. Hierbei handelte es sich um einen Kastenwagen. Wahlweise gab es nun auch ein Dreigang-Automatikgetriebe in Verbindung mit einem zweiten Sitzplatz vorne. Im Oktober 1997 erschien eine PKW-Version des Midget Cargo mit verglasten Seitenfenstern hinten und einer Dreier-Sitzbank, erhältlich auch in einer speziellen Version mit zweifarbiger Lackierung und lederbezogenen Sitzpolstern und Lenkradgriff.
Ab Oktober 1998 war eine Klimaanlage als Extra erhältlich. Im September 1999 gab es kleinere Verbesserungen zur Erhöhung der Sicherheit, unter anderem Gurtkraftbegrenzer und auf Wunsch Fahrerairbag. Außerdem wurden Motor und Getriebeübersetzung überarbeitet, um Schadstoffausstoß und Kraftstoffverbrauch weiter zu senken. Die Maße des Fahrzeugs änderten sich dadurch geringfügig.

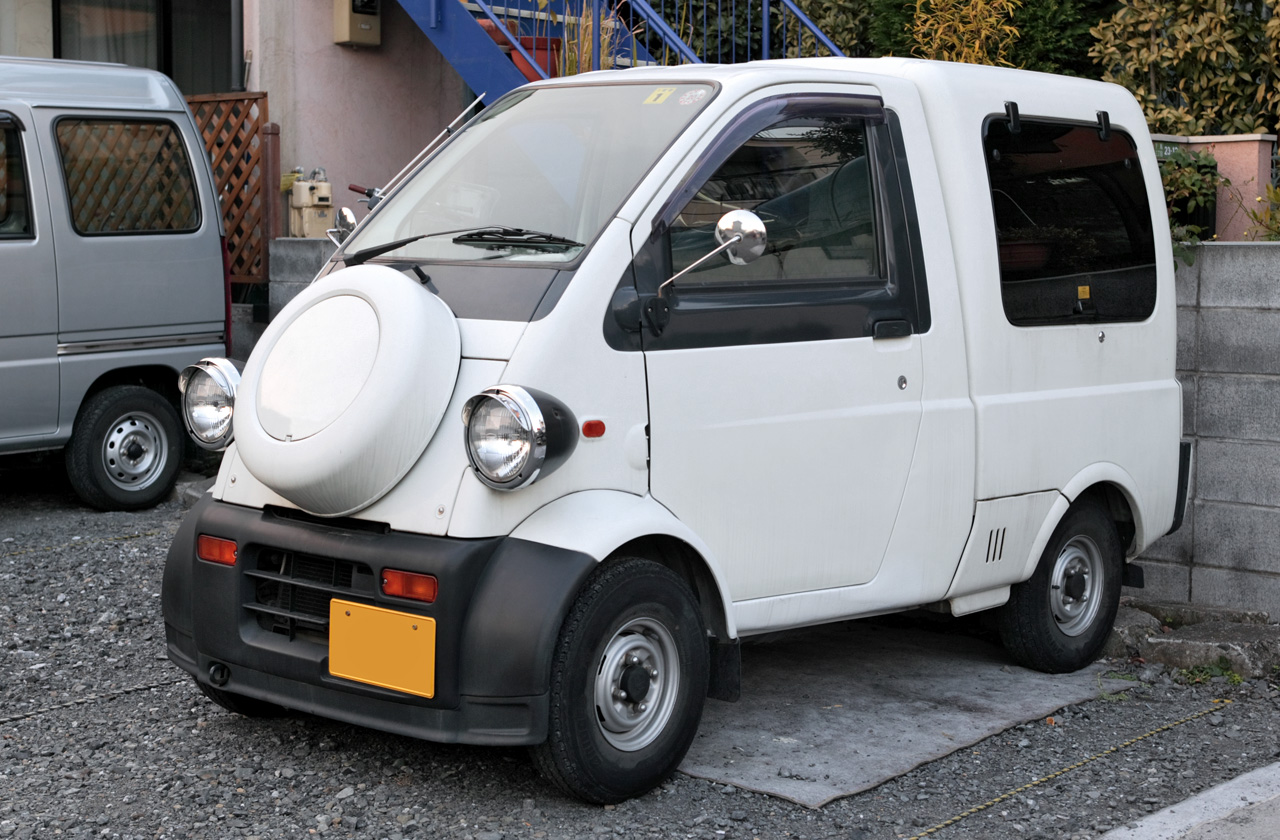
Midget II Cargo

Im Juni 2001 endete die Produktion.